# Rasmussen (cantante)
Jonas Flodager Rasmussen, conosciuto semplicemente come Rasmussen (Viborg, 28 novembre 1985), è un cantante e attore danese.
Ha rappresentato la Danimarca all'Eurovision Song Contest 2018 con il brano Higher Ground.

## Biografia
Nato a Viborg e residente nel vicino villaggio di Langå nel comune di Randers, Rasmussen ha studiato drammaturgia e musica all'Università di Aarhus e insegna al teatro Læring di Aarhus e alla scuola di arti dello spettacolo di Viborg. Ha inoltre lavorato come attore di musical, avendo fatto parte delle rappresentazioni di West Side Story, Rent e I Miserabili nei teatri di Aarhus e Holstebro.
Rasmussen è il frontman degli Hair Metal Heröes, una cover band che canta i grandi successi degli anni '80 di artisti nazionali e internazionali come ABBA ed Elton John. Il 10 febbraio 2018 ha partecipato a Dansk Melodi Grand Prix con la sua canzone originale Higher Ground, competendo contro altri nove artisti per rappresentare il suo paese all'Eurovision Song Contest 2018. Dopo aver conquistato il podio, ha vinto il primo posto sui tre concorrenti rimasti conquistando il 50% dei voti dal pubblico e dalla giuria.
L'artista si è esibito nella seconda semifinale della manifestazione, ottenendo la qualificazione alla finale, classificandosi 5º con 204 punti. Durante la serata finale, tenutasi il 12 maggio 2018, Rasmussen si è classificato al 9º posto su 26 partecipanti con 226 punti.

## Discografia

### Singoli
- 2018 – Higher Ground
- 2019 – Go Beyond
- 2021 – Stand by Each Other